# Kanton Baume-les-Dames
Baume-les-Dames is een kanton van het Franse departement Doubs. Het kanton maakt deel uit van het arrondissement Besançon.

## Gemeenten
Het kanton Baume-les-Dames omvatte tot 2014 de volgende 28 gemeenten:
- Adam-lès-Passavant
- Aïssey
- Autechaux
- Baume-les-Dames (hoofdplaats)
- Bretigney-Notre-Dame
- Côtebrune
- Cusance
- Esnans
- Fontenotte
- Fourbanne
- Grosbois
- Guillon-les-Bains
- Hyèvre-Magny
- Hyèvre-Paroisse
- Lanans
- Lomont-sur-Crête
- Luxiol
- Montivernage
- Passavant
- Pont-les-Moulins
- Saint-Juan
- Servin
- Silley-Bléfond
- Vaudrivillers
- Vergranne
- Verne
- Villers-Saint-Martin
- Voillans

Na de herindeling van de kantons bij decreet van 25 februari 2014 met uitwerking op 22 maart 2015 omvatte het kanton 97 gemeenten.
Op 1 januari 2018 werd de gemeente Vauchamps toegevoegd aan de gemeente Bouclans, die hiermee het statuut van commune nouvelle kreeg.
Sindsdien omvat het kanton volgende gemeenten :
- Abbenans
- Adam-lès-Passavant
- Aïssey
- Autechaux
- Avilley
- Battenans-les-Mines
- Baume-les-Dames
- Blarians
- Bonnal
- Bonnay
- Bouclans
- Breconchaux
- La Brertenière
- Bretigney-Notre-Dame
- Cendrey
- Champlive
- Châtillon-Guyotte
- Chevroz
- Corcelle-Mieslot
- Côtebrune
- Cubrial
- Cubry
- Cusance
- Cuse-et-Adrisans
- Cussey-sur-l'Ognon
- Dammartin-les-Templiers
- Devecey
- L'Écouvotte
- Esnans
- Flagey-Rigney
- Fontenelle-Montby
- Fontenotte
- Fourbanne
- Geneuille
- Germondans
- Glamondans
- Gondenans-Montby
- Gondenans-les-Moulins
- Gonsans
- Gouhelans
- Grosbois
- Guillon-les-Bains
- Huanne-Montmartin
- Hyèvre-Magny
- Hyèvre-Paroisse
- Laissey
- Lomont-sur-Crête
- Luxiol
- Mérey-Vieilley
- Mésandans
- Moncey
- Mondon
- Montagney-Servigney
- Montivernage
- Montussaint
- Naisey-les-Granges
- Nans
- Ollans
- Osse
- Ougney-Douvot
- Palise
- Passavant
- Pont-les-Moulins
- Pouligney-Lusans
- Puessans
- Le Puy
- Rigney
- Rignosot
- Rillans
- Rognon
- Romain
- Rougemont
- Rougemontot
- Roulans
- Saint-Hilaire
- Saint-Juan
- Séchin
- Silley-Bléfond
- Tallans
- Thurey-le-Mont
- La Tour-de-Sçay
- Tournans
- Tressandans
- Trouvans
- Uzelle
- Val-de-Roulans
- Valleroy
- Venise
- Vennans
- Vergranne
- Verne
- Vieilley
- Viéthorey
- Villers-Grélot
- Villers-Saint-Martin
- Voillans